# Сунандха Кумариратана
Сунанда Кумариратана (тайск.  สุนันทากุมารีรัตน์; 10 ноября 1860 — 31 мая 1880) — супруга короля Сиама, дочь короля Сиама Монгкута (Рамы IV) и королевы Пиямавади. Она была единокровной сестрой и первой женой короля Чулалонгкорна (Рамы V). Две другие жены Чулалонгкорна, королева Саванг Вадхана и королева Саовабха Бонгшри, были её полнородными младшими сестрами.
Королева со своей дочерью утонули, когда её лодка перевернулась на пути ко дворцу Бангпаин (Летний дворец). Существует распространённый миф, что поскольку члены монаршей семьи были неприкосновенными, многочисленные свидетели аварии не пытались спасти их, опасаясь смертной казни. На самом деле лодочники нырнули в воду, вытащили королеву и её дочь и перенесли их в другую лодку, где слуги тщетно пытались их спасти. В аварии больше никто не погиб.
Позже Чулалонгкорн воздвиг мемориал жене во дворце Бангпаин.